# Emmanuel Amunike
Emmanuel Amunike (ur. 25 grudnia 1970 w Eze Obodo), nigeryjski piłkarz występujący na pozycji pomocnika. Z reprezentacją Nigerii brał udział w Mistrzostwach Świata 1994 oraz zdobył z nią Puchar Narodów Afryki w 1994 roku i złoto olimpijskie na Igrzyskach w 1996 roku.

## Kariera piłkarska
W latach 1990–94 występował w klubach nigeryjskich i egipskim Zamaleku, z którymi triumfował w rozgrywkach o mistrzostwo tych krajów. W 1994 roku przeniósł się do portugalskiego Sportingu.
Dwa lata później za 3,5 miliona dolarów został kupiony przez FC Barcelonę. W ciągu pierwszego sezonu rozegrał w jej barwach 19 meczów i strzelił 1 bramkę. Pod koniec 1997 roku doznał poważnej kontuzji kolana, która uniemożliwiła mu wyjazd na Mistrzostwa Świata 1998. Przez kolejne trzy sezony nie zagrał w Barcelonie ani jednego ligowego meczu. Był też piłkarzem Albacete Balompié, koreańskiego Busan I'Cons, jordańskiego Al-Wahdat i bahrańskiego Al-Najma SC.